# (10717) Dickwalker
(10717) Dickwalker (1983 XC) – planetoida z grupy pasa głównego asteroid okrążająca Słońce w ciągu 3,47 lat w średniej odległości 2,29 j.a. Odkryta 1 grudnia 1983 roku.